# Chico Ramos
Chico Ramos o Un hombre llamado muerte es una película de comedia, drama y wéstern mexicana, dirigida por José Delfoss y protagonizada por Lucha Villa, Narciso Busquets, Norma Lazareno y Rogelio Guerra.

## Sinopsis
Un enfermo viola a quien se le atraviesa en su camino y eso le ocurre a Chico Ramos, después dispara a los ojos a todos aquellos que se burlaron de él, el dinero de una de sus víctimas se lo da a su tía, el enfermo viola y roba a la vieja, Chico trabaja  en la hacienda de Inés y se hace amigo de Lucía y su madre; La chica es hija del violador, que también intenta herirla, Chico impide el acto hiriéndolo, él queda lastimado, pero al sanar Inés lo seduce. Ella es su primer amor y el enfermo los sorprende juntos. Chico lo tirotea de arriba abajo, lo viola y después lo clava en una estaca. Inés muere en sus brazos y un ayudante del violador asesina a Chico.

## Reparto
- Lucha Villa /Inés Aragón
- Narciso Busquets / Galalo Reyes
- Norma Lazareno / Madre Lucía
- Rogelio Guerra / Chico Ramos
- Emma Roldán / Doña Soledad
- José Ángel Espinosa / Médico
- Bruno Rey / Macario Rentería Mano Seca
- José Antonio Mena
- Víctor Alcocer/Guajaco
- Antonio Raxel / Marcial
- Jorge Arvizu
- Martha Arlette
- Jorge Zamora
- René Barrera/ El grillo
- Armando León / Nicanor Montaño
- Gloria Leticia Ortiz/ Guadelia, hija
- Regino Herrera / Mendieta
- Eduardo de la Peña / Cantinero